# Dodge County (Minnesota)

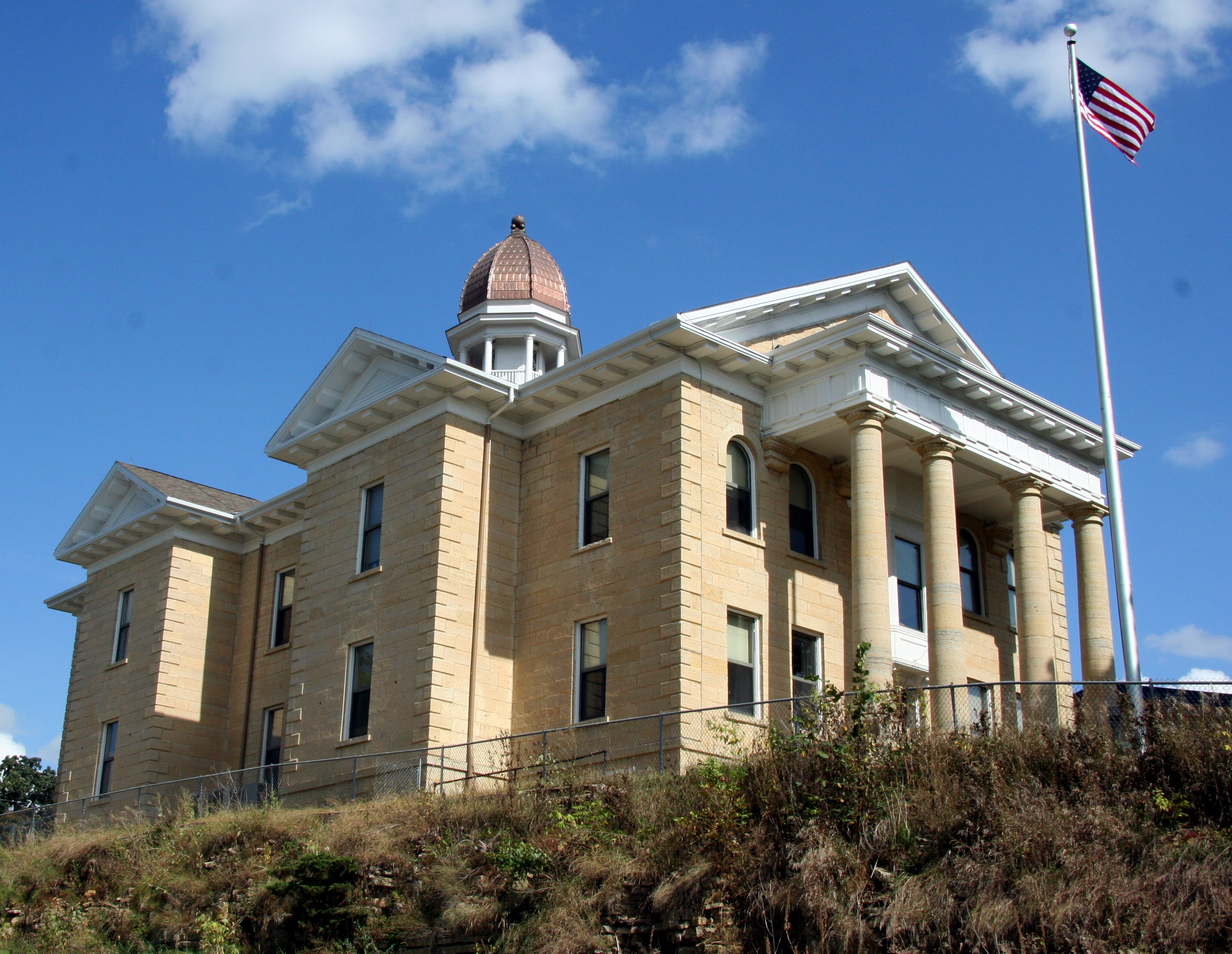
Courthouse in Mantorville

Dodge County is een county in de Amerikaanse staat Minnesota.
De county heeft een landoppervlakte van 1.138 km² en telt 17.731 inwoners (volkstelling 2000). De hoofdplaats is Mantorville.